# 佩珀尔幻象
佩珀爾幻象（英語：Pepper's ghost），是一種在舞台上與某些魔術表演中產生幻覺的技術。
這種技術藉由使用一面平坦的玻璃與特定的光源技術，使物體可以出現或消失，或是變形成其他物體。